# Viburnàcies
Les viburnàcies (Viburnaceae) són una família de plantes angiospermes de l'ordre de les dipsacals (Dipsacales), dins del clade de les campanúlides, un subclade de les astèrides. Inclou espècies natives de les zones temperades de l'hemisferi nord, les zones tropicals de muntanya, el sud-est d'Austràlia.

## Taxonomia
Aquesta família va ser publicada per primer cop, sota el nom de Viburnidia, l'any 1820 al sisè volum de la revista Annales Générales des Sciences Physiques pel botànic Constantine Samuel Rafinesque (1783-1840).
El primer sistema APG (1998) va reconèixer la família Adoxaceae però no la va ubicar dins de cap ordre, va restar al clade euasterids II. A la segona versió, APG II (2003), la família va ser inclosa dins l'ordre de les dipsacals. Aquesta situació es va mantenir a la tercera versió, APG III (2009).
L'any 2013 el Comitè de Nomenclatura de Plantes Vasculars (Nomenclature Committee for Vascular Plants) va aprovar una proposta per tal de conservar el nom Viburnaceae en detriment d'Adoxaceae.. El gener de 2016 es va publicar la quarta versió del sistema APG, APG IV, sense canvis respecte a la família Adoxaceae però fent esment de la proposta aprovada l'any 2013 pel Comitè de Nomenclatura de Plantes Vasculars de 2013 i posicionant-se en contra.
L'octubre de 2016 el Comitè General de Nomenclatura Botànica (General Committee for Botanical) va aprovar la proposta formulada pel Comitè de Nomenclatura de Plantes Vasculars de conservar el nom Viburnaceae en detriment d'Adoxaceae.

### Gèneres
Dins d'aquesta família es reconeixen els tres gèneres següents:
- Adoxa L.
- Sambucus L.
- Viburnum L.

### Sinònims
El següent nom científic és un sinònim heterotípic de Viburnaceae:
- Adoxaceae E.Mey.